# STILL LOVE YOU (森口博子のアルバム)
『STILL LOVE YOU』（スティル・ラブ・ユー）は、森口博子の1枚目のベスト・アルバム。1989年1月21日にキングレコード / スターチャイルドから発売された。

## 解説
- 森口自身初のベスト・アルバムで、アニメソングやアップテンポの楽曲を中心に、スローなバラード・ナンバーを組み込んだアルバム構成となっており、メインナンバーをニュー・ヴァージョンで収録されている[2]。

## 収録曲

### CD盤
| #         | タイトル                                | 作詞       | 作曲           | 編曲       | 時間  |
| --------- | --------------------------------------- | ---------- | -------------- | ---------- | ----- |
| 1.        | 「WELCOME TO THE PARADISE」             | 安藤芳彦   | 上田知華       | 根岸貴幸   | 3:25  |
| 2.        | 「水の星へ愛をこめて」(RE-MIX VERSION)  | 売野雅勇   | ニール・セダカ | 馬飼野康二 | 3:40  |
| 3.        | 「STILL LOVE YOU」(NEW ARRANGE VERSION) | 井上望     | 井上望         | 根岸貴幸   | 5:23  |
| 4.        | 「エンドレス・ドリーム」                | 竜真知子   | 芹澤廣明       | 矢島賢     | 3:29  |
| 5.        | 「BE FREE」                             | 三浦徳子   | 茂村泰彦       | 戸塚修     | 4:24  |
| 6.        | 「遠くから見ていて」                    | 竜真知子   | 芹澤廣明       | 矢島賢     | 4:12  |
| 7.        | 「枯葉色のスマイル」(RE-MIX VERSION)    | 福永ひろみ | 松宮恭子       | 馬飼野康二 | 3:47  |
| 8.        | 「Secret Love」                         | 安藤芳彦   | 上田知華       | 根岸貴幸   | 4:10  |
| 9.        | 「哀しみのSurrender」                   | 安藤芳彦   | 上田知華       | 根岸貴幸   | 3:47  |
| 10.       | 「サムライハート」                      | 三浦徳子   | 茂村泰彦       | 戸塚修     | 4:22  |
| 合計時間: | 合計時間:                               | 合計時間:  | 合計時間:      | 合計時間:  | 40:39 |

### カセットテープ盤
| #         | タイトル                                | 作詞      | 作曲           | 編曲       | 時間  |
| --------- | --------------------------------------- | --------- | -------------- | ---------- | ----- |
| 1.        | 「WELCOME TO THE PARADISE」             | 安藤芳彦  | 上田知華       | 根岸貴幸   | 3:25  |
| 2.        | 「水の星へ愛をこめて」(RE-MIX VERSION)  | 売野雅勇  | ニール・セダカ | 馬飼野康二 | 3:40  |
| 3.        | 「STILL LOVE YOU」(NEW ARRANGE VERSION) | 井上望    | 井上望         | 根岸貴幸   | 5:23  |
| 4.        | 「エンドレス・ドリーム」                | 竜真知子  | 芹澤廣明       | 矢島賢     | 3:29  |
| 5.        | 「BE FREE」                             | 三浦徳子  | 茂村泰彦       | 戸塚修     | 4:24  |
| 合計時間: | 合計時間:                               | 合計時間: | 合計時間:      | 合計時間:  | 20:21 |

| #         | タイトル                             | 作詞       | 作曲      | 編曲       | 時間  |
| --------- | ------------------------------------ | ---------- | --------- | ---------- | ----- |
| 1.        | 「遠くから見ていて」                 | 竜真知子   | 芹澤廣明  | 矢島賢     | 4:12  |
| 2.        | 「枯葉色のスマイル」(RE-MIX VERSION) | 福永ひろみ | 松宮恭子  | 馬飼野康二 | 3:47  |
| 3.        | 「Secret Love」                      | 安藤芳彦   | 上田知華  | 根岸貴幸   | 4:10  |
| 4.        | 「哀しみのSurrender」                | 安藤芳彦   | 上田知華  | 根岸貴幸   | 3:47  |
| 5.        | 「サムライハート」                   | 三浦徳子   | 茂村泰彦  | 戸塚修     | 4:22  |
| 合計時間: | 合計時間:                            | 合計時間:  | 合計時間: | 合計時間:  | 20:18 |

## 楽曲解説
1. WELCOME TO THE PARADISE
  - 新曲。
2. 水の星へ愛をこめて (RE-MIX VERSION)
  - デビューシングルのリミックスヴァージョン。
  - 名古屋テレビ・テレビ朝日系アニメ『機動戦士Ζガンダム』オープニングテーマ
3. STILL LOVE YOU (NEW ARRANGE VERSION)
  - 3rdシングルの新録ヴァージョン。
  - OVA『サーキットエンジェル 〜決意のスターティング・グリッド〜』エンディングテーマ
4. エンドレス・ドリーム
  - 5thシングル。アルバム初収録。
  - OVA『エースをねらえ!2』オープニングテーマ
5. BE FREE
  - 6thシングル「サムライハート」カップリング曲。アルバム初収録。
  - 名古屋テレビ・テレビ朝日系アニメ『鎧伝サムライトルーパー』エンディングテーマ
6. 遠くから見ていて
  - 5thシングル「エンドレス・ドリーム」カップリング曲。アルバム初収録。
  - OVA『エースをねらえ!2』エンディングテーマ
7. 枯葉色のスマイル (RE-MIX VERSION)
  - 4thシングルのリミックスヴァージョン。
  - キリンレモン・ウイティ イメージ・ソング
8. Secret Love
  - 新曲。
9. 哀しみのSurrender
  - 新曲。
10. サムライハート
  - 6thシングル。アルバム初収録。
  - 名古屋テレビ・テレビ朝日系アニメ『鎧伝サムライトルーパー』オープニングテーマ